# جيوفري بارسونز
جيوفري بارسونز (بالإنجليزية: Geoffrey Parsons)‏ هو عازف بيانو أسترالي، ولد في 15 يونيو 1929 في سيدني في أستراليا، وتوفي في 26 يناير 1995 في لندن في المملكة المتحدة بسبب سرطان.

## وصلات خارجية
- جيوفري بارسونز على موقع ميوزك برينز (الإنجليزية)
- جيوفري بارسونز على موقع أول ميوزيك (الإنجليزية)
- جيوفري بارسونز على موقع ديسكوغز (الإنجليزية)